# La Guêpe (roman)
Pour les articles homonymes, voir La Guêpe.
La Guêpe est un roman d'Albert Touchard publié le 1934 aux éditions de France et ayant reçu l'année suivante le Grand prix du roman de l'Académie française.

## Éditions
- La Guêpe, éditions de France, 1934.